# Bosspel
Bosspel is een kort verhaal uit de reeks van Suske en Wiske.
Het is uitgebracht in 1989, maar niet als onderdeel van de Vierkleurenreeks.

## Personages
- Suske, Wiske met Schanulleke, tante Sidonia, Lambik, Jerom, professor Barabas, dieren uit het bos

## Uitvindingen
- Een cassetterecorder waarmee dierengeluiden kunnen worden omgezet naar mensentaal

## Het verhaal
Nadat ze in Engeland, de Seychellen, Nepal, Alaska en IJsland zijn geweest wil Wiske nu naar Australië. Tante Sidonia weigert en zegt dat ze een picknick gaan ondernemen in de buurt. Professor Barabas kan niet mee, want hij is bezig met een uitvinding. Lambik wil gaan golven en slaat een bal in het hol van eekhoorns. Ze bellen naar hun vrienden en de dieren waarschuwen elkaar. Al snel wordt de picknick verstoord door vogels die het picknickkleed meenemen. Ook kikkers, konijnen en muizen komen de picknick verstoren. Lambik heeft niet door wat voor een ravage hij aanricht met zijn golfspel en dan pakt Jerom een vogel uit de lucht.
Professor Barabas arriveert met een cassetterecorder waarmee hij dierengeluiden kan omzetten in mensentaal, zijn nieuwste uitvinding. Maar voordat de professor de vogel kan ondervragen wordt deze door een golfbal geraakt. Lambik wordt door een wild zwijn geraakt en Jerom kan het dier tegenhouden voordat ergere ongelukken gebeuren. De professor vraagt het zwijn wat er aan de hand is en hoort wat er bij de familie eekhoorn is gebeurd. Lambik herstelt alle schade in het bos en de vrienden genieten van de verhalen van de dieren.